# Kasuár jednolaločný
Kasuár jednolaločný (Casuarius unappendiculatus) je velký nelétavý pták z řádu kasuárů. Vyskytuje se v severní části ostrova Nová Guinea, na území Indonésie a Papui Nové Guineje. Preferuje deštné lesy v nížinných oblastech pod 490 metry nad mořem.

## Popis
Měří 1,5 až 1,8 metru na výšku, průměrná váha dospělce je 58 kilogramů. Samci i samice jsou si velmi podobní, ačkoliv samci bývají menší, než samice. Pro tento druh je typické černé zbarvení, pestře zbarvený krk (žlutý či červený) a také výrazný hřebínek na vrcholku hlavy, který mají všichni kasuáři. Rovněž má zakřivený dráp, který může použít při obraně.

## Chování
Kasuár jednolaločný je samotářský pták a je velmi plachý. Většinu času hledá potravu, a to ovoce, případně i malá zvířata, jež se vyskytují na půdě pralesa. Samice těchto ptáků kladou několik vajec do hnízda a nechávají samce, aby se o ně starali. Toto chování je typické i pro další ptáky z řádu kasuárů, tedy ostatní tři druhy kasuárů a emu.